# Домарадз (Опольське воєводство)
Домарадз (пол. Domaradz, нім. Dammratsch) — село в Польщі, у гміні Покуй Намисловського повіту Опольського воєводства.
Населення — 923 особи (2011).

## Демографія
Демографічна структура станом на 31 березня 2011 року:
|          | Загалом | Допрацездатний вік | Працездатний вік | Постпрацездатний вік |
| -------- | ------- | ------------------ | ---------------- | -------------------- |
| Чоловіки | 459     | 82                 | 327              | 50                   |
| Жінки    | 464     | 98                 | 283              | 83                   |
| Разом    | 923     | 180                | 610              | 133                  |